# Jagged Mountain
Jagged Mountain är ett berg i Kanada.   Det ligger i provinsen British Columbia, i den sydvästra delen av landet, 3 700 km väster om huvudstaden Ottawa. Toppen på Jagged Mountain är 1 708 meter över havet, eller 736 meter över den omgivande terrängen. Bredden vid basen är 6,1 km.
Terrängen runt Jagged Mountain är huvudsakligen bergig, men åt sydväst är den kuperad.Trakten runt Jagged Mountain är nära nog obefolkad, med mindre än två invånare per kvadratkilometer.. Det finns inga samhällen i närheten.
I omgivningarna runt Jagged Mountain växer i huvudsak barrskog.